# 이토가촌
이토가촌(糸我村)은 와카야마현 아리다군에 있던 촌이다. 현재의 아리다시에 해당한다.

## 역사
- 1889년 4월 1일 - 정촌제 시행에 의해 2촌의 구역을 가지고 미야자키촌이 성립하였다.
- 1954년 9월 19일 - 야스다촌, 미야하라촌, 미노시마정과 합병해 아리다시가 성립하여, 동일 이토가촌은 폐지되었다.